# Tina Jovanović
Tina Jovanović, coniugata Krajišnik (in serbo Тина Јовановић?; Sarajevo, 12 gennaio 1991), è una cestista serba.

## Carriera
Con la Serbia ha disputato i Giochi olimpici di Tokyo 2020, i Campionati mondiali del 2022 e tre edizioni dei Campionati europei (2017, 2021, 2023).